# Projekce (psychologie)
Projekce je v psychologii jev popsaný Sigmundem Freudem coby obranný mechanismus ega spočívající v popírání nevědomých (pozitivních i negativních) impulzů a charakteristik u sebe sama a naopak připisování jich jiným.
Před Freudem se o tomto principu zmínil italský filosof Giambattista Vico na začátku 18. století. V roce 1841 použil stejný princip Ludwig Feuerbach jako první osvícenecký myslitel při své systematické kritice církve. Projekci coby lidskou tendenci chování okrajově zmiňují i některé náboženské texty jako Talmud a Nový zákon.
Freud projekci popsal někdy po roce 1890 a využíval ji jako nedílnou součást psychoanalytické terapie. Později se přikláněl k tomu, že projekce v člověku nenastává svévolně a z ničeho, nýbrž je zveličována z vlastností, které u druhého člověka již existovaly, byť ne v takové míře.
Projekce negativních vlastností v sobě zahrnuje svalování viny na druhé, dřív než bude subjekt obviněn sám – obrana ega preventivním útokem.
Projekci lze částečně vystihnout lidovým rčením „Podle sebe soudím tebe.“ Za (pozitivní) projekci se dá považovat i obranný mechanismus spočívající v připisování vlastních pozitivních charakteristik jiným osobám[zdroj⁠?!]. Melanie Kleinová vidí projekci pozitivních vlastností na druhé jako proces, který vede k přílišnému idealizování jiného člověka v očích subjektu.
Projekce je jeden z projevů hraniční poruchy osobnosti a je častý průvodní jev narcisismu.

## Příklady projekce
- Obviňování oběti
- Nevěra a následné podezřívání nevěry partnera[12]
- Šikana spojená se špatnou výchovou v rodině útočníka
- Projekce špatného svědomí a obecného pocitu viny[13]
- Projekce naděje v bezvýchodné situaci[14]